# معسكر اعتقال تيريزينشتات
تيريزينشتات كان معسكر اعتقال لليهود أنشأته شوتزشتافل خلال الحرب العالمية الثانية في مدينة تيريزين، الواقعة في محمية بوهيميا ومورافيا (منطقة تحتلها ألمانيا في تشيكوسلوفاكيا). أدى المعسكر غرضين رئيسيين: كان في نفس الوقت محطة طريق إلى معسكرات الإبادة، و«تسوية تقاعد» لكبار السن واليهود لتضليل مجتمعاتهم حول الحل النهائي. تم تصميم ظروفه عمدا لتعجيل وفاة سجناءه، كما لعب الغيتو دورًا دعائيًا. على عكس الأحياء اليهودية الأخرى، لم يكن استغلال السخرة كبيرا من الناحية الاقتصادية.
تم إنشاء الحي اليهودي بواسطة نقل اليهود التشيكيين في نوفمبر 1941. وصل أول اليهود الألمان والنمساويين في يونيو 1942 ؛ بدأ اليهود الهولنديون والدنماركيون في عام 1943 وتم إرسال سجناء من مجموعة متنوعة من الجنسيات إلى تيريزينشتات في الأشهر الأخيرة من الحرب. توفي حوالي 33000 شخص في تيريزينشتات، معظمهم من سوء التغذية والأمراض. واحتُجز أكثر من 88 ألف شخص هناك لشهور أو سنوات قبل ترحيلهم إلى معسكرات الإبادة وأماكن القتل الأخرى؛ لقد أثار دور الإدارة الذاتية اليهودية في اختيار من سيتم ترحيلهم جدلاً كبيراً. بما في ذلك 4000 من المرحلين الذين نجوا، كان العدد الإجمالي للناجين حوالي 23000.
كان تيريزينشتات معروفا بحياته الثقافية الغنية نسبيًا، بما في ذلك الحفلات الموسيقية والمحاضرات والتعليم السري للأطفال. حقيقة أنه كانت تحكمه إدارة يهودية ذاتية بالإضافة إلى العدد الكبير من اليهود «البارزين» المسجونين هناك سهلت ازدهار الحياة الثقافية. لقد جذب هذا الإرث الروحي انتباه العلماء وأثار الاهتمام بالحي اليهودي. في فترة ما بعد الحرب، قُدم عدد قليل من مرتكبي قوات الأمن الخاصة والحراس التشيكيين للمحاكمة، لكن السلطات السوفيتية نسيت الحي اليهودي بشكل عام. يزور المتحف حوالي 250.000 شخص كل عام.

### اقتباسات
1. ↑  "معلومات عن معسكر إعتقال تيريزينشتات على موقع yadvashem.org". yadvashem.org. مؤرشف من الأصل في 2020-06-19.
2. ↑  "معلومات عن معسكر إعتقال تيريزينشتات على موقع kopkatalogs.lv". kopkatalogs.lv. مؤرشف من الأصل في 2020-03-24.
3. ↑  "معلومات عن معسكر إعتقال تيريزينشتات على موقع viaf.org". viaf.org. مؤرشف من الأصل في 2020-01-15.